# Лихтенштейн, Отилия Григорьевна
Отилия Григорьевна Лихтенштейн (22 июля 1902, Александровск — 1 июня 1973, Москва) — советский композитор, пианистка, актриса.

## Биография
В 1909—1918 годах посещала занятия класса композиции А. К. Глазунова в Санкт-Петербургской (Петроградской) консерватории. 15 февраля 1919 года была принята в Петроградский еврейский театр-студию при Комиссариате народного просвещения под руководством Алексея Грановского, участвовала в спектаклях «Перед рассветом» по пьесе Айзика Вайтера (1878—1919), «Бог мести» по пьесе Шолома Аша и «Уриэль Акоста» по пьесе Карла Гуцкова. Осенью 1920 года вместе с труппой переехала в Москву, где театр Грановского (к этому времени называвшийся Еврейским камерным театром), получил статус государственного (ГОСЕКТ). В 1922 году участвовала в спектакле «Колдунья» по оперетте Аврума Гольдфадена.
В 1928 году окончила Московскую консерваторию по классу фортепиано С. Е. Фейнберга. Училась в школе-студии ГОСЕТа. В 1930—1932 годах преподавала в Музыкальном училище имени Октябрьской революции в Москве.
В 1933—1950 годах — концертмейстер Государственного еврейского театра вплоть до его закрытия, преподавала в кружках Домов культуры. В 1950—1960 годах — концертмейстер Театрального училища имени Б. Щукина. В 1930—1950 годах вела также концертную деятельность.
Среди сочинений — балетная сюита «Иван да Марья» для симфонического оркестра; Рапсодия-вокализ для голоса, скрипки, кларнета, виолончели и фортепиано (1965); фантазия-сказка «Приключения Ивана да Марьи» для двух фортепиано (1968); циклы для голоса и фортепиано «Песни великого гнева», «О любви» (1966), «Октябрьская трилогия» (1967), памфлет «Парад» (на стихи Б. Брехта), монолог «Бой» (на слова М. Лермонтова), романсы на слова Р. Бернса, М. Цветаевой, Г. Мистраль, Л. Квитко, К. Кулиева, С. Щипачёва, О. Шварцмана; песни для детей на слова В. Инбер, С. Галкина, В. Карпеко, М. Грубияна, А. Соболева; песни на слова ряда советских еврейских поэтов (на идише); музыка к драматическим спектаклям, в том числе «Мнимый больной» Ж. Б. Мольера (в училище им. Б. Щукина), «Бэла» М. Лермонтова, «Фонарь» А. Ирасека (Осетинский драматический театр, 1957), «Кровавая свадьба» Ф. Гарсиа Лорки, «Волчица» Д. Верги (Махачкала, 1963). Песни на музыку О. Г. Лихтенштейн исполняли Лев Пульвер, Дина Потаповская, Нехама Лифшицайте и другие исполнители.
Муж — еврейский поэт и театральный режиссёр Яков Моисеевич Штернберг.